# Can Cordelles
Can Cordelles és una masia de Cerdanyola del Vallès (Vallès Occidental), inclosa en l'Inventari del Patrimoni Arquitectònic de Catalunya.

## Història
El topònim Marata apareix en un document de donació de terres del segle xi, així com en una sèrie de documents del segle xii. Al segle xvi encara dominava el nom medieval de Saltells.
Els Cordelles eren una família noble barcelonina. El 1666, Galceran de Cordelles i de Vilar (†1677), senyor de Mura i Castellnou de Bages, es va casar a la capella.
Per herència, la finca va passar a mans de José Tomás de Castillón y de Portella, que va fer construir les galeries porxades que envolten el mas i altres reformes. A la reixa que separa el vestíbul de l'escala hi la data 1864.

## Descripció
Es tracta d'una masia de tipus basilical amb modificacions posteriors, com la prolongació del vessant del costat de ponent en una estructura de formes i materials diferents (maó en la seva major part), així com en els elements d'obertura que conformen la façana principal. Diferents volums, han estat també afegits a la part de ponent, llindant a la gran bassa d'aigua que existia que tant servia per al bestiar com per a safareig de la casa.
A la planta baixa, una porta d'entrada d'arc rodó de mig punt adovellat i sengles finestres a cada costat, la de la dreta sembla una transformació d'una antiga porta. En l'espai del pis tenim tres obertures de secció rectangular que conformen les tres finestres que ordenen la distribució de les tres crugies i que pel seu treball, indiquen la zona més noble de la planta. El teulat, degut a la presència dels tres cossos juxtaposats que configuren l'aspecte exterior de la masia de tipologia basilical, presenta en el cos més alt una coberta a dues vessants i en els laterals, més baixos, una coberta en un sol aiguavés. Els laterals no tenen ràfec a diferència del cos més alt té un pronunciat voladís sota el suport de petites bigues que també compleixen una funció decorativa. En aquest mateix volum sobresortit, espai destinat a les golfes, s'hi troben tres obertures en arcades de mig punt (després transformades) que en el seu origen tindrien la tipologia de porxo. Com a nota decorativa, s'han disposat uns elements de pinacle-coronament de bola a l'extrem de les teulades laterals) en la seva dimensió primigènia i al bell mig en el cos central. Aquests elements estaven dins de l'esperit de les modificacions vers modernitat que imperava dins de la primera meitat del segle xx.

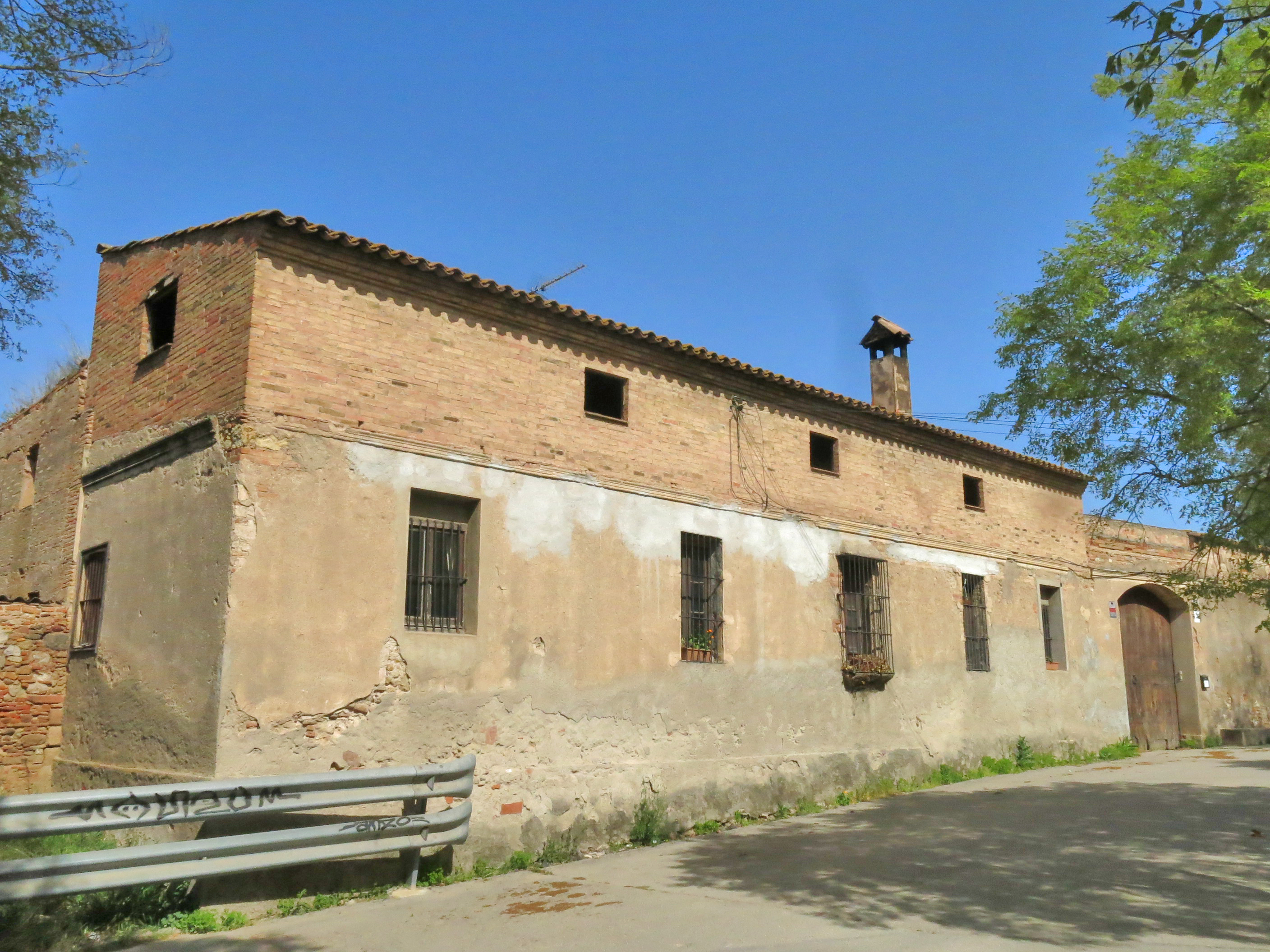
Masoveria de Can Cordelles